# 摧毀華沙

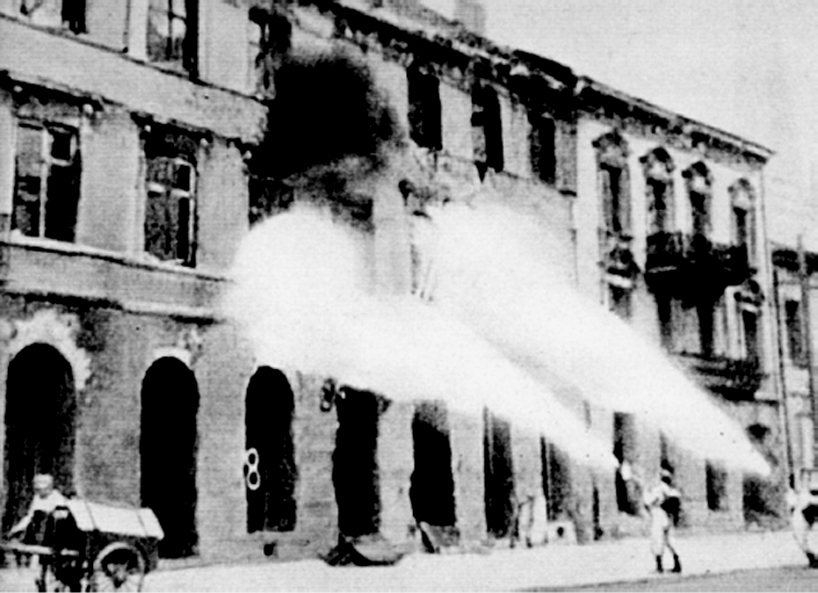
摧毀華沙

摧毀華沙是指1944年末，納粹德國占领当局在镇压了华沙起义之后，将华沙夷为平地。華沙起义激怒了納粹德国高層，為了報復，他们决定摧毁这座城市。
德军为夷平华沙动用了前所未有的人力物力，最终摧毁了城中80%-90%的建筑，包括大部分博物馆、美术馆、剧院、教堂、公园以及城堡和宫殿等历史建筑。战后，波方付出极大努力，按照战前的文献重建了城市。